# 奈拉 (堪薩斯州)
奈拉（英語：Nyra）是位於美國堪薩斯州魯克斯縣的一個鬼鎮。

## 歷史
奈拉的郵政局於1883年設立，直到1888年結束營運。現時奈拉已沒有任何遺址。

## 地理
奈拉所處的海拔為高於海平面626米（即2054英呎），而該地所採用的時區為UTC-6，即北美中部時區（CST）。同時該地設有夏令時間，為UTC-6調快一小時，即UTC-5（CDT）。